# Damn
Albums de Kendrick Lamar
untitled unmastered.
(2016) Black Panther: The Album
(2018)
Singles
1. HUMBLE.
Sortie : 30 mars 2017
2. LOYALTY.
Sortie : 20 juin 2017
3. LOVE.
Sortie : 2 octobre 2017

Damn (stylisé DAMN.) est le quatrième album studio de Kendrick Lamar, sorti en 2017, sur les labels Top Dawg, Aftermath et Interscope. Une variété de producteur ont contribué à la production de l'album, notamment Sounwave, DJ Dahi, Mike Will Made It et Ricci Riera, sans oublier le producteur exécutif du label Top Dawg Ent, Anthony "Top Dawg" Tiffith. James Blake, Steve Lacy, BadBadNotGood, Greg Kurstin, The Alchemist et 9th Wonder, ont aussi contribué à la production de l’album. Aussi, Rihanna, Zacari et U2 ont participé à la production de l'album en tant qu'artistes vedettes.
Damn a été acclamé par la critique spécialisée et a atteint la première place au Billboard 200 tout comme ses deux précédents albums, avec 610 000 albums vendus en première semaine, avec 353 000 provenant de ventes physique. Il s'agit du meilleur démarrage de l'année 2017, et le meilleur démarrage de sa carrière. La deuxième semaine l'album a été vendu à 233 000 reprises, ce qui totalise 843 000 disques vendus en deux semaines. Les 14 morceaux de son album ont été classé dans le Billboard Hot 100. Le 4 mai, Damn a été certifié disque de platine par la RIAA, soit trois semaines après sa sortie. Damn est l'album numéro un du Billboard Year-End de 2017. Kendrick Lamar a reçu cinq Grammy Awards pour cet album dont celui du Meilleur Album Rap à la 60e cérémonie des Grammy Awards en 2018 ainsi qu'un Prix Pulitzer de musique la même année, devenant ainsi le premier artiste hip-hop à remporter un Prix Pulitzer, jusque-là décerné à des artistes de musique classique ou de jazz.

## Enregistrement et production
DNA a été la deuxième chanson de l'album à avoir été enregistrée par Lamar et Mike Will, après Humble. Après que le premier couplet ait été enregistré avec le beat que Mike Will avait déjà préparé, Lamar a commencé à rapper le deuxième couplet a cappella, en demandant à Mike Will de battre le beat. Lamar a proposé que cela ressemble à un « chaos », et Mike Will a mis en place la deuxième moitié de la chanson dans l'intention de « sonner comme s'il bat le beat ». Le beat de Humble a été développé par Mike Will avec l'intention d'enregistrer avec Gucci Mane, mais plus tard, il l'a montré à Lamar, en pensant que ce serait la première fois que Lamar allait enregistrer avec un beat trap, style pour lequel Mike Will est connu. Après l'enregistrement, il a d'abord été convenu que Humble sortirait sur le premier album Ransom 2 de Mike Will, mais d'autres ont convaincu Lamar de le conserver pour son prochain album.

## Pochette et titre
Le 11 avril 2017, Lamar a révélé la pochette de Damn,. Elle a été conçue par Vlad Sepetov, qui a créé les pochettes des deux précédents projets de Lamar, To Pimp a Butterfly et Untitled Unmastered. Sepetov a décrit la couverture de Damn comme « forte et abrasive » et « pas politique comme To Pimp a Butterfly mais elle a de l'énergie ». Sepetov poursuit en disant que la décision de mettre l'autocollant Parental advisory dans sa position non conventionnelle était de sorte qu'il pourrait être une partie du design au lieu d'une « réflexion ultérieure ». Lorsque la pochette a été révélée, elle a inspiré de nombreux mèmes Internet.
Dans une interview radio le 29 juin 2017, Lamar a révélé que le titre original pour l'album allait être What Happens on Earth Stays on Earth, mais il a finalement choisi Damn.

## Sortie et promotion

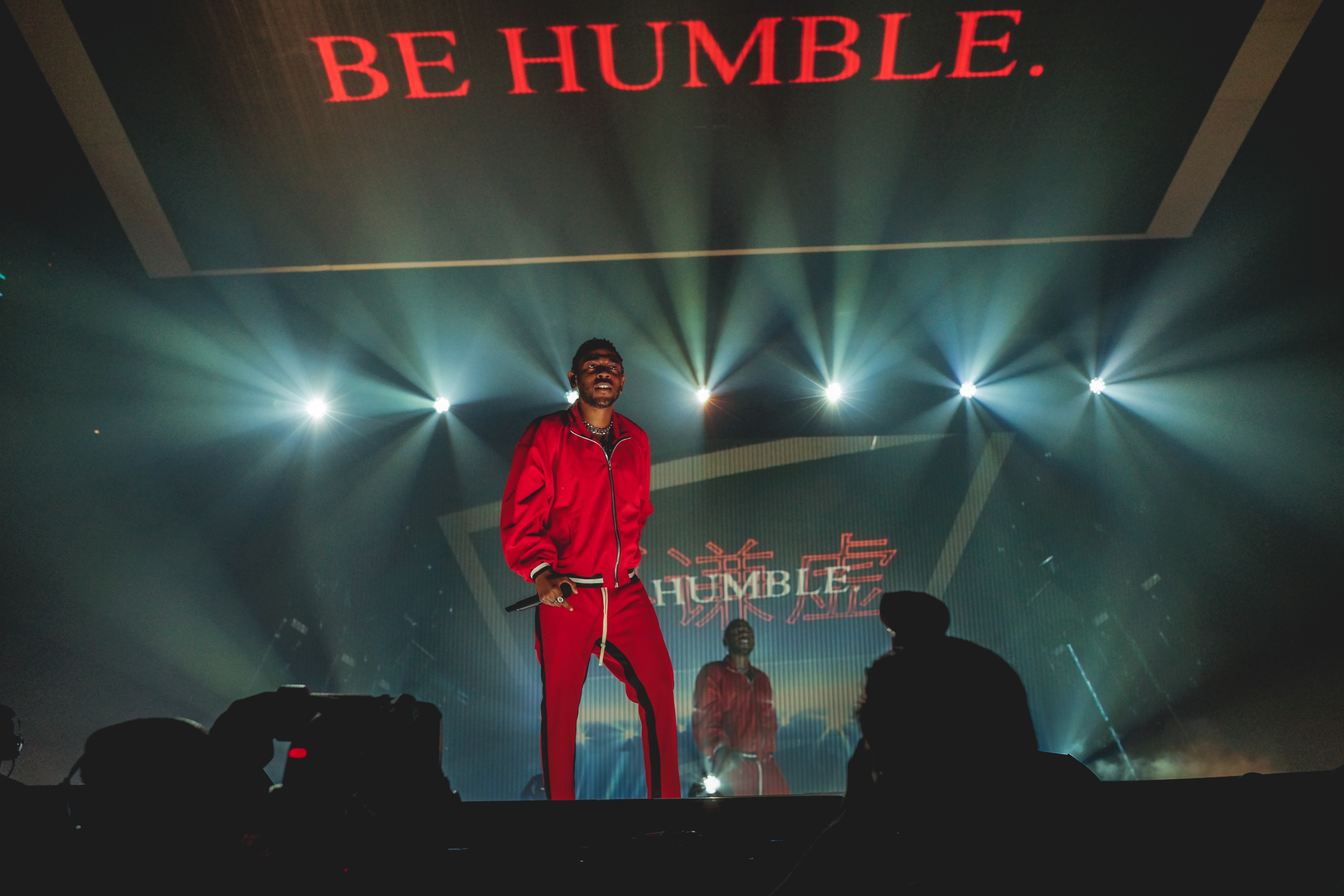
Lamar sur scène durant le Damn Tour en 2017.

Le 23 mars 2017, Kendrick Lamar dévoile The Hearth Part. 4. Le morceau contient des paroles dans lesquelles Lamar fait une éventuelle allusion à la date du 7 avril 2017 comme sortie de son prochain opus. Le 7 avril 2017 était finalement la date de la disponibilité de son nouvel album en pré-commande, et la vraie date de sortie est révélée, à savoir le vendredi 14 avril prochain, soit une semaine après,. Le 11 avril, Lamar a révélé le titre de l'album, Damn, ainsi que la tracklist composée de quatorze titres, contenant des collaborations avec la chanteuse Rihanna, le groupe U2 et le chanteur Zacari,.
Le 8 décembre 2017, Lamar a sorti l'édition collector de l'album. L'album est le même musicalement, mais avec un ordre de morceaux inversé et une nouvelle pochette,.

### Singles
Le 30 mars 2017, Lamar a sorti le premier single de l'album HUMBLE., accompagné d'un clip vidéo,. Il se place directement à la première place au Billboard Hot 100 et à la deuxième place au Canadian Hot 100,. Loyalty avec Rihanna, est le deuxième single de l'album, sorti le 20 juin 2017, sur rhythmic et urban contemporary,. La chanson a atteint son apogée à la 14e place sur l'US Billboard Hot 100. Love avec Zacari est le troisième single de l'album, sorti le 2 octobre 2017, sur rhythmic et urban contemporary. Il est sorti sur contemporary hit radio, le 21 novembre 2017. La chanson a culminé à la onzième place sur l'US Billboard Hot 100.

### Autres morceaux
Le 18 avril 2017, Lamar a mis en ligne le clip du morceau Dna sur sa chaîne YouTube. Dna est arrivé à la quatrième place au Billboard Hot 100, ce qui fait de ce titre la deuxième chanson la mieux classée dans sa carrière, au Billboard Hot 100, après Humble. Le clip vidéo du morceau Element est sorti le 27 juin 2017. La chanson a culminé à la 16e place sur l'US Billboard Hot 100.

## Accueil critique
Damn a été acclamé par la critique spécialisée. Il a été noté 95/100 par Metacritic sur une base sur 39 critiques. Il a obtenu le Prix Pulitzer 2018.

## Performance commerciale
Aux États-Unis, Damn a fait ses débuts à la première place du Billboard 200 avec 610 000 albums écoulés en première semaine. Il a vendu 353 000 exemplaires physique en première semaine et a accumulé plus de 340 millions streams. En deuxième semaine, l'album est resté au sommet des charts américains avec 233 000 de disques vendus, dont 87 000 étaient des ventes physiques. Ce qui porte l'album a 843 000 disques vendus en deux semaines d’exploitation. Damn a été certifié disque de platine par la RIAA, le 4 mai, soit trois semaines après sa sortie. Le 13 juillet, l'album est certifié double disque de platine par la RIAA puis triple disque de platine en mai 2018.
Au Royaume-Uni, l'album s'est écouté à 30 000 copies vendues, et a débuté à la deuxième place du UK Albums Chart.

## Liste des titres
Crédit adapté des informations incluses dans le livret
| 1.    | BLOOD.                       | - Kendrick Duckworth - Daniel Tannenbaum - Anthony Tiffith                                                                      | - Bēkon - Top Dawg                                                             | 1:58 |
| 2.    | DNA.                         | - K. Duckworth - Michael Williams II                                                                                            | Mike Will Made It                                                              | 3:05 |
| 3.    | YAH.                         | - K. Duckworth - Mark Spears - Dacoury Natche - Tiffith                                                                         | - Sounwave - DJ Dahi - Top Dawg - Bēkon                                        | 2:40 |
| 4.    | ELEMENT.                     | - K. Duckworth - M. Spears - James Blake - Ricci Riera                                                                          | - Sounwave - James Blake - Ricci Riera - Tae Beast - Bēkon                     | 3:28 |
| 5.    | FEEL.                        | - K. Duckworth - M. Spears | Sounwave                                                                       | 3:34 |
| 6.    | LOYALTY. (featuring Rihanna) | - K. Duckworth - D. Natche - M. Spears - Terrace Martin - Tiffith                                                               | - DJ Dahi - Sounwave - Terrace Martin - Top Dawg - Kuk Harrell                 | 3:47 |
| 7.    | PRIDE.                       | - K. Duckworth - Steve Lacy - Anna Wise - Tiffith                                                                               | - Steve Lacy - Top Dawg - Bēkon                                                | 4:35 |
| 8.    | HUMBLE.                      | - K. Duckworth - M. Williams II                                                                                                 | Mike Will Made It                                                              | 2:57 |
| 9.    | LUST.                        | - K. Duckworth - D. Natche - M. Spears - Chester Hansen - Alexander Sowinski - Matthew Tavares - Leland Whitty                  | - DJ Dahi - Sounwave - BADBADNOTGOOD                                           | 5:07 |
| 10.   | LOVE. (featuring Zacari)     | - K. Duckworth - Zacari Pacaldo - Teddy Walton - M. Spears - Greg Kurstin - Tiffith                                             | - Teddy Walton - Sounwave - Greg Kurstin - Top Dawg                            | 3:33 |
| 11.   | XXX. (featuring U2)          | - K. Duckworth - M. Williams II - D. Natche - M. Spears - Tiffith - Paul Hewson - David Evans - Adam Clayton - Larry Mullen Jr. | - Mike Will Made It - DJ Dahi - Sounwave - Top Dawg - Bēkon                    | 4:14 |
| 12.   | FEAR.                        | - K. Duckworth - Daniel Maman                                                                                                   | - The Alchemist - Bēkon                                                        | 7:40 |
| 13.   | GOD.                         | - K. Duckworth - R. Riera - M. Spears - D. Natche - D. Tannenbaum - Ronald LaTour - Tiffith                                     | - Ricci Riera - Sounwave - DJ Dahi - Bēkon - Cardo - Top Dawg - Yung Exclusive | 4:08 |
| 14.   | DUCKWORTH.                   | - K. Duckworth - Patrick Douthit                                                                                                | - 9th Wonder - Bēkon                                                           | 4:08 |
| 54:54 |                              | |                                                                                |      |

* (ad.) : producteur additionnel

## Samples
- Blood et DNA contient des extraits de commentateurs de Fox News critiquant la prestation de Kendrick Lamar aux BET Awards[23] ; DNA contient un sample de Mary Jane (live) interprété par Rick James
- Element contient des extraits de Ha interprété par Juvenile
- Feel contient un sample de Stormy interprété par O. C. Smith, et une interpolation de Don't Let Me Down interprété par Fleurie[24]
- Loyalty contient un sample de 24K Magic interprété par Bruno Mars[25], de Shimmy Shimmy Ya interprété par Ol' Dirty Bastard et de Get Your Mind Right Mami interprété par Jay-Z featuring Snoop Dogg, Rell et Memphis Bleek[24]
- Lust contient un sample de Knock Knock interprété par Rat Boy
- Fear contient un sample de Poverty's Paradise interprété par 24-Carat Black[24]
- XXX contient des samples de Get Up Offa That Thing interprété par James Brown, Element par Lamar lui-même, apparu dans l'album, America par Bēkon, American Soul par U2 et Lamar [24] et Wah-Wah Man par Young-Holt Unlimited
- Duckworth contient un sample de Atari interprété par Hiatus Kaiyote, de Be Ever Wonderful interprété par Earth, Wind and Fire, de Ostravi Trag interprété par September et de Let the Drums Speak interprété par Fatback Band[26],[24]

## Certifications
| Pays                    | Certification | Unités certifiées |
| ----------------------- | ------------- | ----------------- |
| Australie (ARIA)        | 2 × Platine   | 140 000           |
| Autriche (IFPI)         | Or            | 7 500             |
| Canada (Music Canada)   | 4 × Platine   | 320 000           |
| Danemark (IFPI)         | 2 × Platine   | 40 000            |
| États-Unis (RIAA)       | 3 × Platine   | 3 000 000         |
| France (SNEP)           | 2 × Platine   | 200 000           |
| Italie (FIMI)           | Or            | 25 000            |
| Mexique (AMPROFON)      | Or            | 30 000            |
| Norvège (IFPI)          | Platine       | 30 000            |
| Nouvelle-Zélande (RMNZ) | 2 × Platine   | 30 000            |
| Pays-Bas (NVPI)         | Or            | 20 000            |
| Royaume-Uni (BPI)       | Platine       | 300 000           |
| Suède (GLF)             | Or            | 20 000            |